# Cratere Elathan
Elathan  è un cratere sulla superficie di Europa.